# Dick Dees
Dirk Jan Dignus (Dick) Dees (Oostburg, 13 december 1944) is een Nederlands voormalig politicus voor de Volkspartij voor Vrijheid en Democratie (VVD).
Na de hbs-b ging Dees farmacie studeren aan de Rijksuniversiteit Utrecht, waar hij in 1970 zijn apothekersexamen haalde. Van 1971 tot 1978 was Dees gemeenteraadslid in Breda, en van 7 december 1972 tot 14 juli 1986 was hij lid van de Tweede Kamer. In 1986 maakte Dees zijn opwachting als staatssecretaris van Welzijn, Volksgezondheid en Cultuur (belast met volksgezondheid, sport en maatschappelijke dienstverlening) in het kabinet-Lubbers II. Van 14 september 1989 tot 13 juni 1995 was Dees weer lid van de Tweede Kamer en in 1993 en 1994 voorzitter van het Benelux-parlement. Van 13 juni 1995 tot en met 11 juni 2007 was hij lid van de Eerste Kamer.
In de Tweede Kamer was Dees woordvoerder van de VVD-fractie op de gebieden volksgezondheid en wetenschappelijk onderwijs. In zijn functie als staatssecretaris legde Dees de basis voor een hervorming van het ziektekostenstelsel bestaande uit een basispakket en een aanvullende pakket. Door de val van het kabinet in 1989 werden deze plannen slechts gedeeltelijk tot uitvoering gebracht. Hij loodste. de eerste Tabakswet door de Staten-Generaal en kreeg parlementaire steun voor een groot pakket aan bezuinigingen conform het regeerakkoord.I Hij legde de basis voor het Aidsbeleid.
Naast zijn lidmaatschap van de Senaat vervulde hij na zijn staatssecretariaat diverse functies in de gezondheidszorg en de sport. Zo was hij o.a. voorzitter van het Aidsfonds, voorzitter van Dopingcontrole Nederland, vice-voorzitter Raad van Toezicht Erasmus MC, voorzitter Raad van Commissarissen van OZ- zorgverzekeringen, voorzitter, resp. vice-voorzitter van ZonMw en bestuurslid van de Hersenstichting.
Als lid van de Senaat was hij tevens voorzitter van de Nederlandse parlementaire delegaties naar het Beneluxparlement, de Raad van Europa, de West Europese Unie en de Interparlementaire Unie.
Hij is ridder in de Orde van de Nederlandse Leeuw en commandeur in de Orde van Oranje Nassau. In België commandeur in de Kroonorde en in Luxemburg commandeur in de Orde van Verdienste. Tevens is hij erelid van de Jongeren Organisatie Vrijheid en Democratie, waarvan hij van 1969-1971 landelijk voorzitter was.
- International Standard Name Identifier: 0000 0003 8583 9122
- Library of Congress Control Number: n88679965
- Nederlandse Thesaurus van Auteursnamen: 07490860X
- Parlement.com: vg09llea6rzu
- SNAC: w6615gvx
- Virtual International Authority File: 247544050
- WorldCat: E39PBJmTr6hDjtPpwX7MVK3RKd